# Das sentimentalische Bild
Das sentimentalische Bild ist eine 1993 veröffentlichte Monographie des Kunsthistorikers Werner Busch. Ihr Untertitel, Die Krise der Kunst im 18. Jahrhundert und die Geburt der Moderne, enthält eine programmatische Aussage. Im Sinne der berühmten Schillerschen Abhandlung Über naive und sentimentalische Dichtung konstatiert Busch, dass die für die bildende Kunst über Jahrhunderte verbindliche Tradition eines Zugangs zur ursprünglichen Natürlichkeit verlorengegangen und nur durch Reflexion wiederzugewinnen sei.
Busch entschlüsselt die um 1750 einsetzende Krise des traditionellen Kunstverständnisses im Einzelnen an fünf Bildgattungen: Historienbild, Genrebild, Landschaftsbild, Porträt, Karikatur. Seine Argumentation entfaltet er vorzugsweise mit Beispielen aus der englischen Malerei (James Thornhill, William Hogarth, Thomas Gainsborough, Joshua Reynolds, Alexander Cozens) und mit Werken von Francisco de Goya.

## Inhalt
In der kurzen Einleitung stellt Busch seine Hauptthese vor: Im 18. Jahrhundert kommt die alte, tradierte und verbindliche Bildersprache zu ihrem Ende und führt zur Geburt dessen, „was wir das moderne Bild nennen“. Die folgenden fünf Kapitel sind der Analyse der Veränderungen in den oben genannten Bildgattungen gewidmet.
Das erste Kapitel – Historie – eröffnet Busch mit der Explikation einer „Theorie des klassischen Bildes“. Demnach hatte der Held oder eine Hauptgruppe das Bildzentrum zu bilden, wobei das Zusätzliche nicht vom Zentrum ablenken durfte, sondern auf das Zentrum hin auszurichten war. Sodann wird die „Krise des Helden“ in drei ausführlichen Unterkapiteln anhand vieler Bildanalysen dargestellt.
Im zweiten Kapitel – Genre – konstatiert Busch zunächst die schon von Diderot befürwortete Aufwertung der in der klassischen Bildtradition niedrigrangigen Genremalerei zur Gattung mit Historienanspruch. Im Weiteren analysiert Busch dann, vornehmlich an den graphischen Zyklen William Hogarths, wie neue Inhalte auf tradierte Bildformeln übertragen werden.
Ausgehend von klassisch komponierten Landschaftsbildern Nicolas Poussins und Claude Lorrains untersucht Busch im dritten Kapitel – Landschaft – den Bruch mit der klassischen Tradition dieser Bildgattung an Werken von Alexander Cozens, Thomas Jones, Philipp Hackert und Thomas Gainsborough.
Das vierte Kapitel – Porträt – erörtert an den unterschiedlichen Porträtauffassungen und Darstellungsweisen Gainsboroughs und Reynolds die Abkehr von den Postulaten klassischer Porträtmalerei, die Ähnlichkeit durch Schönheit nobilitiert sehen wollte. Eine rigorose Abkehr von klassischen Bildgesetzen dokumentiert die das Kapitel abschließende Analyse der Goyaschen Bildersprache.
Mit dem kurzen fünften Kapitel – Karikatur – und den wenige Seiten umfassenden Schlußbemerkungen schließt das umfangreiche (537 Seiten) und gehaltvolle Buch. Was für alle Bildgattungen gilt, vermittelt die Karikatur am deutlichsten: die Kunst liefert nicht mehr „allgemein verständliche und verbindliche Abbilder der Wirklichkeit, […] sondern entwickelt Formen, auch die Abgründe des Wirklichen zu offenbaren. […] das Wahre ist nicht mehr das Schöne, und das Schöne nicht unbedingt mehr das Wahre.“

## Werk
- Werner Busch: Das sentimentalische Bild. Die Krise der Kunst im 18. Jahrhundert und die Geburt der Moderne. C. H. Beck, München 1993, ISBN 3-406-37554-5.